# Варваж (приток Пижуга)
Варваж (Тала) — река в России, протекает в Ветлужском и Варнавинском районах Нижегородской области. Устье реки находится в 4,2 км по правому берегу реки Пижуг. Длина реки составляет 31 км, площадь водосборного бассейна — 107 км².
Исток реки находится в заболоченных лесах близ границы с Костромской областью в 50 км к западу от города Ветлуга. Река течёт на юго-восток. Верхнее и среднее течение проходит по ненаселённому лесу, в нижнем течении на реке стоят деревни Решетиха, Голубиха, Мишино. Впадает в Пижуг у деревни Борок четырьмя километрами выше впадения самого Пижуга в Ветлугу.

## Данные водного реестра
По данным государственного водного реестра России относится к Верхневолжскому бассейновому округу, водохозяйственный участок реки — Ветлуга от города Ветлуга и до устья, речной подбассейн реки — Волга от впадения Оки до Куйбышевского водохранилища (без бассейна Суры). Речной бассейн реки — (Верхняя) Волга до Куйбышевского водохранилища (без бассейна Оки).
Код объекта в государственном водном реестре — 08010400212110000042642.